# Kénbegyű bozótgébics
Az kénbegyű bozótgébics (Chlorophoneus sulfureopectus) a madarak osztályának verébalakúak (Passeriformes) rendjébe és a bokorgébicsfélék (Malaconotidae) családjába tartozó faj.

## Rendszerezése
A fajt René Primevère Lesson francia orvos és ornitológus írta le 1831-ben, a  Lanius nembe  Lanius (Tchagra) sulfureopectus néven. Sorolták a Telophorus nembe Telophorus sulfureopectus néven is.

## Alfajai
- Chlorophoneus sulfureopectus similis (A. Smith, 1836)
- Chlorophoneus sulfureopectus sulfureopectus (Lesson, 1831)[2]

## Előfordulása
Afrika nagy részén, Angola, Angola, Bissau-Guinea, Botswana, Burkina Faso, Burundi, a Dél-afrikai Köztársaság, Dél-Szudán, Csád, Elefántcsontpart, Etiópia, Gabon, Gambia, Ghána, Guinea, Kamerun, Kenya, a Kongói Demokratikus Köztársaság, a Közép-afrikai Köztársaság, Malawi, Mali, Mozambik, Namíbia, Niger, Nigéria, Ruanda, Szenegál, Sierra Leone, Szomália, Szudán, Szváziföld, Tanzánia, Togo, Uganda, Zambia és Zimbabwe területén honos.
Természetes élőhelyei a szubtrópusi és trópusi száraz erdők, síkvidéki esőerdők, szavannák és cserjések. Állandó, nem vonuló faj.

## Megjelenése
Testhossza 19 centiméter, testtömege 24-34 gramm.
|  |

## Természetvédelmi helyzete
Az elterjedési területe rendkívül nagy, egyedszáma pedig stabil. A Természetvédelmi Világszövetség Vörös listáján nem fenyegetett fajként szerepel.